# Liste der Mitglieder der National Academy of Sciences/1913
Im Jahr 1913 wählte die National Academy of Sciences der Vereinigten Staaten 20 Personen zu ihren Mitgliedern.

## Neugewählte Mitglieder
- Theodor Boveri (1862–1915)
- Henry Bumstead (1870–1920)
- William Crookes (1832–1919)
- Gaston Darboux (1842–1917)
- Henri Deslandres (1853–1948)
- Leonard Dickson (1874–1954)
- Ross G. Harrison (1870–1959)
- Albert Heim (1849–1937)
- Albrecht Kossel (1853–1927)
- Karl Friedrich Küstner (1856–1936)
- Armin Leuschner (1868–1953)
- Lafayette B. Mendel (1872–1935)
- George Howard Parker (1864–1955)
- Louis V. Pirsson (1860–1919)
- Edward Bennett Rosa (1861–1921)
- Arthur Schuster (1851–1934)
- Erwin F. Smith (1854–1927)
- J. D. Van der Waals (1837–1923)
- August Weismann (1834–1914)
- Max Wolf (1863–1932)